# Lista de compositores (1000-1900)
| Nascimento | Morte | Movimento                 | Nome                              | Nacionalidade          |
| ---------- | ----- | ------------------------- | --------------------------------- | ---------------------- |
| 1553       | 1606  | Barroco                   | Leonhard Lechner                  | Alemanha               |
| 1562       | 1612  | Renascença e Barroco      | Hans Leo Hassler                  | Alemanha               |
| 1571       | 1621  | Renascença e Barroco      | Michael Praetorius                | Alemanha               |
| 1585       | 1672  | Barroco                   | Heinrich Schütz                   | Alemanha               |
| 1642       | 1703  | Barroco                   | Johann Christoph Bach             | Alemanha               |
| 1648       | 1694  | Barroco                   | Johann Michael Bach               | Alemanha               |
| 1653       | 1706  | Barroco                   | Johann Pachelbel                  | Alemanha               |
| 1669       | 1753  | Barroco                   | Johann Nicolaus Bach              | Alemanha               |
| 1681       | 1764  | Barroco                   | Johann Mattheson                  | Alemanha               |
| 1681       | 1767  | Barroco                   | Georg Philipp Telemann            | Alemanha               |
| 1685       | 1750  | Barroco                   | Johann Sebastian Bach             | Alemanha               |
| 1685       | 1759  | Barroco                   | George Frideric Handel            | Alemanha               |
| 1690       | 1762  | Barroco                   | Johann Tobias Krebs               | Alemanha               |
| 1710       | 1784  | Classicismo               | Wilhelm Friedemann Bach           | Alemanha               |
| 1713       | 1780  | Barroco                   | Johann Ludwig Krebs               | Alemanha               |
| 1714       | 1788  | Classicismo               | Carl Philipp Emanuel Bach         | Alemanha               |
| 1714       | 1787  | Classicismo               | Christoph Willibald Gluck         | Alemanha               |
| 1715       | 1739  | Classicismo               | Johann Gottfried Bernhard Bach    | Alemanha               |
| 1723       | 1787  | Classicismo               | Carl Friedrich Abel               | Alemanha               |
| 1727       | 1756  | Barroco                   | Johann Gottlieb Goldberg          | Alemanha               |
| 1732       | 1795  | Classicismo               | Johann Christoph Friedrich Bach   | Alemanha               |
| 1735       | 1782  | Classicismo               | Johann Christian Bach             | Alemanha               |
| 1770       | 1827  | Classicismo e Romantismo  | Ludwig van Beethoven              | Alemanha               |
| 1783       | 1867  | Romantismo                | Peter Cornelius                   | Alemanha               |
| 1784       | 1838  | Romantismo                | Ferdinand Ries                    | Alemanha               |
| 1784       | 1862  | Romantismo                | Leopold Schefer                   | Alemanha               |
| 1784       | 1859  | Romantismo                | Louis Spohr                       | Alemanha               |
| 1785       | 1849  | Romantismo                | Friedrich Kalkbrenner             | Alemanha               |
| 1786       | 1826  | Romantismo                | Carl Maria von Weber              | Alemanha               |
| 1791       | 1864  | Romantismo                | Giacomo Meyerbeer                 | Alemanha               |
| 1809       | 1847  | Romantismo                | Felix Mendelssohn                 | Alemanha               |
| 1810       | 1856  | Romantismo                | Robert Schumann                   | Alemanha               |
| 1810       | 1849  | Romantismo                | Carl Otto Nicolai                 | Alemanha               |
| 1811       | 1885  | Romantismo                | Ferdinand Hiller                  | Alemanha               |
| 1813       | 1883  | Romantismo                | Richard Wagner                    | Alemanha               |
| 1814       | 1889  | Romantismo                | Adolf von Henselt                 | Alemanha               |
| 1819       | 1896  | Romantismo                | Clara Schumann                    | Alemanha               |
| 1819       | 1880  | Romantismo                | Jacques Offenbach                 | Alemanha               |
| 1824       | 1910  | Romantismo                | Carl Reinecke                     | Alemanha               |
| 1830       | 1894  | Romantismo                | Hans von Bülow                    | Alemanha               |
| 1832       | 1915  | Romantismo                | Johann Joseph Abert               | Alemanha               |
| 1833       | 1897  | Romantismo                | Johannes Brahms                   | Alemanha               |
| 1838       | 1920  | Romantismo                | Max Bruch                         | Alemanha               |
| 1839       | 1900  | Romantismo                | Hermann Levi                      | Alemanha               |
| 1854       | 1921  | Romantismo                | Engelbert Humperdinck             | Alemanha               |
| 1854       | 1925  | Romantismo                | Moritz Moszkowski                 | Alemanha               |
| 1862       | 1942  | Romantismo                | Emil von Sauaer                   | Alemanha               |
| 1863       | 1907  | Romantismo                | Alfred Reisenauer                 | Alemanha               |
| 1863       | 1941  | Romantismo                | Hugo Becker                       | Alemanha               |
| 1864       | 1949  | Romantismo                | Richard Strauss                   | Alemanha               |
| 1869       | 1949  | Romantismo                | Hans Pfitzner                     | Alemanha               |
| 1872       | 1942  | Romantismo                | Alexander von Zemlinsky           | Alemanha               |
| 1873       | 1916  | Romantismo                | Max Reger                         | Alemanha               |
| 1886       | 1954  | Romantismo                | Wilhelm Furtwängler               | Alemanha               |
| 1170       | 1230  | Compositores medievais    | Walther von der Vogelweide        | Áustria                |
| 1719       | 1787  | Classicismo               | Leopold Mozart                    | Áustria                |
| 1732       | 1809  | Classicismo               | Joseph Haydn                      | Áustria                |
| 1736       | 1809  | Classicismo               | Johann Georg Albrechtsberger      | Áustria                |
| 1756       | 1791  | Classicismo               | Wolfgang Amadeus Mozart           | Áustria                |
| 1776       | 1841  | Classicismo e Romantismo  | Ignaz von Seyfried                | Áustria                |
| 1778       | 1837  | Romantismo e Classicismo  | Johann Nepomuk Hummel             | Áustria                |
| 1791       | 1857  | Romantismo                | Carl Czerny                       | Áustria                |
| 1791       | 1844  | Romantismo                | Franz Xaver Wolfgang Mozart       | Áustria                |
| 1797       | 1828  | Classicismo e Romantismo  | Franz Schubert                    | Áustria                |
| 1804       | 1849  | Romantismo                | Johann Strauß I                   | Áustria                |
| 1806       | 1888  | Romantismo                | Henri Herz                        | Áustria                |
| 1816       | 1876  | Romantismo                | August Wilhelm Ambros             | Áustria                |
| 1816       | 1897  | Romantismo                | Franz Krenn                       | Áustria                |
| 1824       | 1896  | Romantismo                | Anton Bruckner                    | Áustria                |
| 1825       | 1899  | Romantismo                | Johann Strauß II                  | Áustria                |
| 1841       | 1904  | Romantismo                | Antonín Dvořák                    | Áustria                |
| 1846       | 1907  | Romantismo                | Ignaz Brüll                       | Áustria                |
| 1860       | 1911  | Romantismo                | Gustav Mahler                     | Áustria                |
| 1860       | 1903  | Romantismo                | Hugo Wolf                         | Áustria                |
| 1863       | 1942  | Romantismo                | Felix Weingartner                 | Áustria                |
| 1892       | 1964  | Romantismo                | Joseph Marx                       | Áustria                |
| 1400       | 1474  | Renascença                | Guillaume Dufay                   | Bélgica                |
| 1490       | 1562  | Madrigalismo e Renascença | Adrian Willaert                   | Bélgica                |
| 1505       | 1568  | Madrigalismo e Renascença | Jacques Arcadelt                  | Bélgica                |
| 1516       | 1565  | Madrigalismo e Renascença | Cipriano de Rore                  | Bélgica                |
| 1532       | 1594  | Renascença                | Orlando di Lasso                  | Bélgica                |
| 1822       | 1890  | Romantismo                | César Franck                      | Bélgica                |
| 1862       | 1940  | Romantismo                | Arthur De Greef                   | Bélgica                |
| 1745       | 1801  | Classicismo               | Carl Stamitz                      | Boémia                 |
| 1770       | 1836  | Classicismo e Romantismo  | Anton Reicha                      | Boémia                 |
| 1794       | 1870  | Romantismo                | Ignaz Moscheles                   | Boémia                 |
| 1824       | 1884  | Romantismo                | Bedřich Smetana                   | Boémia                 |
| 1854       | 1928  | Romantismo                | Leoš Janáček                      | Boémia                 |
| 1870       | 1949  | Romantismo                | Vítězslav Novák                   | Boémia, hoje Rep.Checa |
| 1834       | 1901  | Romantismo                | Elias Álvares Lobo                | Brasil                 |
| 1836       | 1896  | Romantismo                | Antônio Carlos Gomes              | Brasil                 |
| 1847       | 1935  | Romantismo                | Chiquinha Gonzaga                 | Brasil                 |
| 1852       | 1931  | Romantismo                | Henrique Oswald                   | Brasil                 |
| 1864       | 1920  | Romantismo                | Alberto Nepomuceno                | Brasil                 |
| 1230       | 1289  | Compositores medievais    | Airas Nunes                       | Espanha                |
| 1250       | 1350  | Compositores medievais    | Martim Codax                      | Espanha                |
| 1500       | 1540  | Renascença                | Luis de Narváez                   | Espanha                |
| 1500       | 1553  | Renascença                | Cristóbal de Morales              | Espanha                |
| 1500       | 1561  | Renascença                | Luis de Milán                     | Espanha                |
| 1778       | 1839  | Romantismo e Classicismo  | Fernando Sor                      | Espanha                |
| 1784       | 1849  | Romantismo                | Dionisio Aguado                   | Espanha                |
| 1789       | 1855  | Romantismo                | Ramón Carnicer                    | Espanha                |
| 1844       | 1908  | Romantismo                | Pablo de Sarasate                 | Espanha                |
| 1867       | 1916  | Romantismo                | Enrique Granados                  | Espanha                |
| 1829       | 1869  | Romantismo                | Louis Moreau Gottschalk           | EUA                    |
| 1860       | 1908  | Romantismo                | Edward MacDowell                  | EUA                    |
| 1865       | 1957  | Romantismo                | Jean Sibelius                     | Finlândia              |
| 1868       | 1924  | Romantismo                | Oskar Merikanto                   | Finlândia              |
| 1100       | 1200  | Compositores medievais    | Bernart de Ventadorn              | França                 |
| 1150       | 1210  | Compositores medievais    | Arnaut Daniel                     | França                 |
| 1160       | 1236  | Compositores medievais    | Pérotin                           | França                 |
| 1237       | 1288  | Compositores medievais    | Adam de la Halle                  | França                 |
| 1290       | 1347  | Compositores medievais    | Petrus de Cruce                   | França                 |
| 1291       | 1361  | Compositores medievais    | Philippe de Vitry                 | França                 |
| 1300       | 1377  | Compositores medievais    | Guillaume de Machaut              | França                 |
| 1350       | 1395  | Compositores medievais    | Jacob Senleches                   | França                 |
| 1380       | 1440  | Compositores medievais    | Baude Cordier                     | França                 |
| 1420       | 1497  | Renascença                | Johannes Ockeghem                 | França                 |
| 1485       | 1558  | Renascença                | Clément Janequin                  | França                 |
| 1626       | 1661  | Barroco                   | Louis Couperin                    | França                 |
| 1632       | 1687  | Barroco                   | Jean-Baptiste Lully               | França                 |
| 1640       | 1690  | Barroco                   | Monsieur de Sainte-Colombe        | França                 |
| 1656       | 1728  | Barroco                   | Marin Marais                      | França                 |
| 1663       | 1754  | Barroco                   | Nicolas Siret                     | França                 |
| 1668       | 1733  | Barroco                   | François Couperin                 | França                 |
| 1682       | 1738  | Barroco                   | Jean-Joseph Mouret                | França                 |
| 1683       | 1764  | Barroco                   | Jean-Philippe Rameau              | França                 |
| 1726       | 1795  | Classicismo               | François-André Danican Philidor   | França                 |
| 1757       | 1831  | Classicismo               | Ignaz Pleyel                      | França                 |
| 1760       | 1836  | Romantismo                | Claude Joseph Rouget de Lisle     | França                 |
| 1803       | 1869  | Romantismo                | Hector Berlioz                    | França                 |
| 1807       | 1880  | Romantismo                | Napoléon Henri Reber              | França                 |
| 1808       | 1880  | Romantismo                | Hyacinthe Klosé                   | França                 |
| 1811       | 1896  | Romantismo                | Ambroise Thomas                   | França                 |
| 1813       | 1888  | Romantismo                | Charles-Valentin Alkan            | França                 |
| 1818       | 1893  | Romantismo                | Charles Gounod                    | França                 |
| 1819       | 1890  | Romantismo                | Hubert Léonard                    | França                 |
| 1832       | 1918  | Romantismo                | Alexandre Charles Lecocq          | França                 |
| 1835       | 1921  | Romantismo                | Camille Saint-Saëns               | França                 |
| 1836       | 1891  | Romantismo                | Léo Delibes                       | França                 |
| 1837       | 1915  | Romantismo                | Emile Waldteufel                  | França                 |
| 1838       | 1875  | Romantismo                | Georges Bizet                     | França                 |
| 1841       | 1894  | Romantismo                | Emmanuel Chabrier                 | França                 |
| 1842       | 1912  | Romantismo                | Jules Massenet                    | França                 |
| 1844       | 1937  | Romantismo                | Charles-Marie Widor               | França                 |
| 1844       | 1908  | Romantismo                | Claude-Paul Taffanel              | França                 |
| 1851       | 1931  | Romantismo                | Vincent d'Indy                    | França                 |
| 1855       | 1899  | Romantismo                | Ernest Chausson                   | França                 |
| 1863       | 1937  | Romantismo                | Gabriel Pierné                    | França                 |
| 1864       | 1932  | Romantismo                | Eugen d'Albert                    | França                 |
| 1865       | 1935  | Romantismo                | Paul Dukas                        | França                 |
| 1445       | 1521  | Renascença                | Josquin des Prez                  | França/Flandres        |
| 1900       | 1943  | Romantismo                | Leo Smit                          | Holanda                |
| 1811       | 1886  | Romantismo                | Franz Liszt                       | Hungria                |
| 1831       | 1907  | Romantismo                | Joseph Joachim                    | Hungria                |
| 1870       | 1948  | Romantismo                | Franz Lehár                       | Hungria                |
| 1877       | 1960  | Romantismo                | Ernő Dohnányi                     | Hungria                |
| 1390       | 1453  | Renascença                | John Dunstable                    | Inglaterra             |
| 1490       | 1545  | Renascença                | John Taverner                     | Inglaterra             |
| 1505       | 1585  | Renascença                | Thomas Tallis                     | Inglaterra             |
| 1543       | 1623  | Renascença                | William Byrd                      | Inglaterra             |
| 1561       | 1628  | Renascença                | Peter Philips                     | Inglaterra             |
| 1648       | 1708  | Barroco                   | John Blow                         | Inglaterra             |
| 1659       | 1695  | Barroco                   | Henry Purcell                     | Inglaterra             |
| 1842       | 1900  | Romantismo                | Arthur Sullivan                   | Inglaterra             |
| 1857       | 1934  | Romantismo                | Edward Elgar                      | Inglaterra             |
| 1862       | 1934  | Romantismo                | Frederick Delius                  | Inglaterra             |
| 1325       | 1397  | Compositores medievais    | Francesco Landini                 | Itália                 |
| 1335       | 1411  | Compositores medievais    | Johannes Ciconia                  | Itália                 |
| 1350       | 1418  | Compositores medievais    | Matteo da Perugia                 | Itália                 |
| 1405       | 1427  | Renascença                | Bartolomeo da Bologna             | Itália                 |
| 1490       | 1545  | Madrigalismo e Renascença | Costanzo Festa                    | Itália                 |
| 1517       | 1590  | Renascença                | Gioseffo Zarlino                  | Itália                 |
| 1520       | 1591  | Renascença                | Vincenzo Galilei                  | Itália                 |
| 1525       | 1594  | Renascença                | Giovanni Pierluigi da Palestrina  | Itália                 |
| 1545       | 1618  | Renascença e Barroco      | Giulio Caccini                    | Itália                 |
| 1557       | 1612  | Renascença e Barroco      | Giovanni Gabrieli                 | Itália                 |
| 1567       | 1643  | Renascença e Barroco      | Claudio Monteverdi                | Itália                 |
| 1582       | 1652  | Barroco                   | Gregorio Allegri                  | Itália                 |
| 1583       | 1643  | Barroco                   | Girolamo Frescobaldi              | Itália                 |
| 1585       | 1656  | Barroco                   | Andrea Falconieri                 | Itália                 |
| 1619       | 1677  | Barroco                   | Barbara Strozzi                   | Itália                 |
| 1653       | 1713  | Barroco                   | Arcangelo Corelli                 | Itália                 |
| 1660       | 1725  | Barroco                   | Alessandro Scarlatti              | Itália                 |
| 1667       | 1740  | Barroco                   | Antonio Lotti                     | Itália                 |
| 1671       | 1750  | Barroco                   | Tomaso Albinoni                   | Itália                 |
| 1678       | 1741  | Barroco                   | Antonio Vivaldi                   | Itália                 |
| 1685       | 1757  | Barroco                   | Domenico Scarlatti                | Itália                 |
| 1686       | 1739  | Barroco                   | Benedetto Marcello                | Itália                 |
| 1686       | 1768  | Barroco                   | Nicola Porpora                    | Itália                 |
| 1692       | 1770  | Barroco                   | Giuseppe Tartini                  | Itália                 |
| 1701       | 1775  | Barroco e Classicismo     | Giovanni Battista Sammartini      | Itália                 |
| 1706       | 1785  | Barroco e Classicismo     | Baldassare Galuppi                | Itália                 |
| 1710       | 1736  | Barroco e Classicismo     | Giovanni Battista Pergolesi       | Itália                 |
| 1741       | 1801  | Classicismo               | Andrea Luchesi                    | Itália                 |
| 1743       | 1805  | Classicismo               | Luigi Boccherini                  | Itália                 |
| 1749       | 1801  | Classicismo               | Domenico Cimarosa                 | Itália                 |
| 1750       | 1825  | Classicismo               | Antonio Salieri                   | Itália                 |
| 1752       | 1832  | Classicismo               | Muzio Clementi                    | Itália                 |
| 1770       | 1841  | Romantismo                | Ferdinando Carulli                | Itália                 |
| 1782       | 1840  | Romantismo                | Niccolò Paganini                  | Itália                 |
| 1792       | 1853  | Romantismo                | Matteo Carcassi                   | Itália                 |
| 1792       | 1868  | Romantismo                | Gioachino Rossini                 | Itália                 |
| 1795       | 1870  | Romantismo                | Saverio Mercadante                | Itália                 |
| 1797       | 1848  | Romantismo                | Gaetano Donizetti                 | Itália                 |
| 1801       | 1835  | Romantismo                | Vincenzo Bellini                  | Itália                 |
| 1813       | 1901  | Romantismo                | Giuseppe Verdi                    | Itália                 |
| 1834       | 1886  | Romantismo                | Amilcare Ponchielli               | Itália                 |
| 1842       | 1918  | Romantismo                | Arrigo Boito                      | Itália                 |
| 1854       | 1893  | Romantismo                | Alfredo Catalani                  | Itália                 |
| 1858       | 1919  | Romantismo                | Ruggero Leoncavallo               | Itália                 |
| 1858       | 1924  | Romantismo                | Giacomo Puccini                   | Itália                 |
| 1863       | 1945  | Romantismo                | Pietro Mascagni                   | Itália                 |
| 1866       | 1950  | Romantismo                | Francesco Cilea                   | Itália                 |
| 1866       | 1924  | Romantismo                | Ferruccio Busoni                  | Itália                 |
| 1867       | 1948  | Romantismo                | Umberto Giordano                  | Itália                 |
| 1879       | 1936  | Romantismo                | Ottorino Respighi                 | Itália                 |
| 1875       | 1911  | Romantismo                | Mikalojus Konstantinas Čiurlionis | Lituânia               |
| 1843       | 1907  | Romantismo                | Edvard Grieg                      | Noruega                |
| 1856       | 1941  | Romantismo                | Christian Sinding                 | Noruega                |
| 1840       | 1911  | Romantismo                | Johan Svendsen                    | Noruega/Dinamarca      |
| 1885       | 1944  | Romantismo                | Agustín Barrios                   | Paraguai               |
| 1769       | 1854  | Classicismo e Romantismo  | Józef Elsner                      | Polónia                |
| 1810       | 1869  | Romantismo                | Julian Fontana                    | Polónia                |
| 1810       | 1849  | Romantismo                | Frédéric Chopin                   | Polónia                |
| 1819       | 1872  | Romantismo                | Stanisław Moniuszko               | Polónia                |
| 1860       | 1941  | Romantismo                | Ignacy Jan Paderewski             | Polónia                |
| 1884       | 1948  | Romantismo                | Raoul Koczalski                   | Polónia                |
| 1850       | 1924  | Romantismo                | Xaver Scharwenka                  | Polónia/Alemanha       |
| 1876       | 1909  | Romantismo                | Mieczysław Karłowicz              | Polónia/Lituânia       |
| 1261       | 1325  | Compositores medievais    | Dinis de Portugal                 | Portugal               |
| 1461       | 1561  | Renascença                | Vicente Lusitano                  | Portugal               |
| 1465       | 1535  | Renascença                | Pedro de Escobar                  | Portugal               |
| 1500       | 1552  | Renascença                | Heliodoro de Paiva                | Portugal               |
| 1547       | 1605  | Renascença                | Manuel Mendes                     | Portugal               |
| 1550       | 1618  | Renascença                | Pedro de Cristo                   | Portugal               |
| 1555       | 1635  | Barroco                   | Manuel Rodrigues Coelho           | Portugal               |
| 1565       | 1646  | Renascença e Barroco      | Duarte Lobo                       | Portugal               |
| 1566       | 1629  | Renascença e Barroco      | Gaspar Fernandes                  | Portugal               |
| 1569       | 1650  | Renascença e Barroco      | Manuel Cardoso                    | Portugal               |
| 1571       | 1652  | Barroco                   | Filipe de Magalhães               | Portugal               |
| 1575       | 1641  | Renascença e Barroco      | Estevão de Brito                  | Portugal               |
| 1604       | 1656  | Barroco                   | João IV de Portugal               | Portugal               |
| 1630       | 1700  | Barroco                   | Filipe da Madre de Deus           | Portugal               |
| 1704       | 1742  | Barroco                   | Carlos Seixas                     | Portugal               |
| 1707       | 1774  | Barroco                   | Antonio Teixeira                  | Portugal               |
| 1722       | 1752  | Barroco                   | Francisco António de Almeida      | Portugal               |
| 1745       | 1798  | Barroco                   | João de Sousa Carvalho            | Portugal               |
| 1762       | 1830  | Classicismo               | Marcos Portugal                   | Portugal               |
| 1771       | 1842  | Romantismo e Classicismo  | João Domingos Bomtempo            | Portugal               |
| 1850       | 1907  | Romantismo                | Alfredo Keil                      | Portugal               |
| 1868       | 1948  | Romantismo                | José Vianna da Motta              | Portugal               |
| 1817       | 1884  | Romantismo                | Johann Gottfried Piefke           | Prússia                |
| 1853       | 1883  | Romantismo                | Ciprian Porumbescu                | Roménia                |
| 1804       | 1857  | Romantismo                | Mikhail Glinka                    | Rússia                 |
| 1829       | 1894  | Romantismo                | Anton Rubinstein                  | Rússia                 |
| 1835       | 1918  | Romantismo                | César Cui                         | Rússia                 |
| 1837       | 1910  | Romantismo                | Mily Balakirev                    | Rússia                 |
| 1839       | 1881  | Romantismo                | Modest Mussorgsky                 | Rússia                 |
| 1840       | 1893  | Romantismo                | Pyotr Ilyich Tchaikovsky          | Rússia                 |
| 1844       | 1908  | Romantismo                | Nikolai Rimsky-Korsakov           | Rússia                 |
| 1872       | 1915  | Romantismo                | Alexander Scriabin                | Rússia                 |
| 1873       | 1943  | Romantismo                | Sergei Rachmaninoff               | Rússia                 |
| 1875       | 1956  | Romantismo                | Reinhold Glière                   | Rússia                 |
| 1796       | 1868  | Romantismo                | Franz Berwald                     | Suécia                 |
| 1842       | 1912  | Romantismo                | Mykola Lysenko                    | Ucrânia                |
| 1877       | 1952  | Romantismo                | Sergei Bortkiewicz                | Ucrânia                |